# Pompeo Marino Molmenti

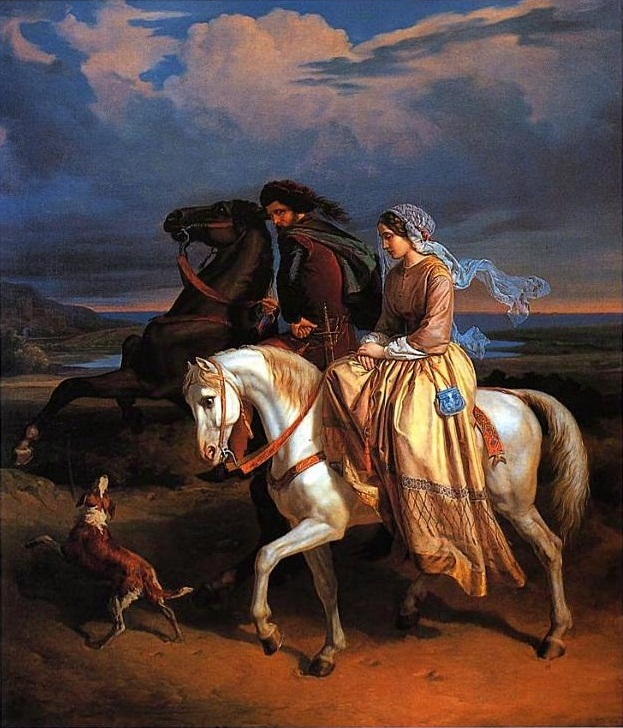
Pia de' Tolomei emmenée en Maremme, du Purgatoire (Divine Comédie) de Dante.

Pompeo Marino Molmenti (né le 8 novembre 1819 à Villanova in Motta di Livenza et mort le 17 décembre 1894 à Venise) est un peintre italien.

## Biographie
Pompeo Marino Molmenti est né au Frioul, de Francesco Molmenti, un ingénieur aisé. Devenu tôt orphelin, Pompeo est pris en charge par son oncle Ettore. En 1834, il est inscrit à l'Académie des beaux-arts de Venise et étudie auprès de Ludovico Lipparini, Odorico Politi et Michelangelo Grigoletti. En tant qu'étudiant, il peint un Meurtre de César.
L'un de ses premiers mécènes est le comte Spiridione Papadopoli (1799-1859) et son épouse, Teresa Mosconi. Jeune homme, il avait peint une Mort d'Othello pour la famille Papadopoli. Une deuxième version est achevée en 1866,,. De 1835 à 1840, Molmenti peint une Vierge à l'Enfant pour une lunette architecturale à l'oratoire privé de la Papadopolis, qui rappelle la Madonna Giovanelli de Giovanni Bellini. Il a réalisé une Santa Teresa (perdue) pour la comtesse, et un San Paolo (détruite) pour l'église de San Polo di Piave.

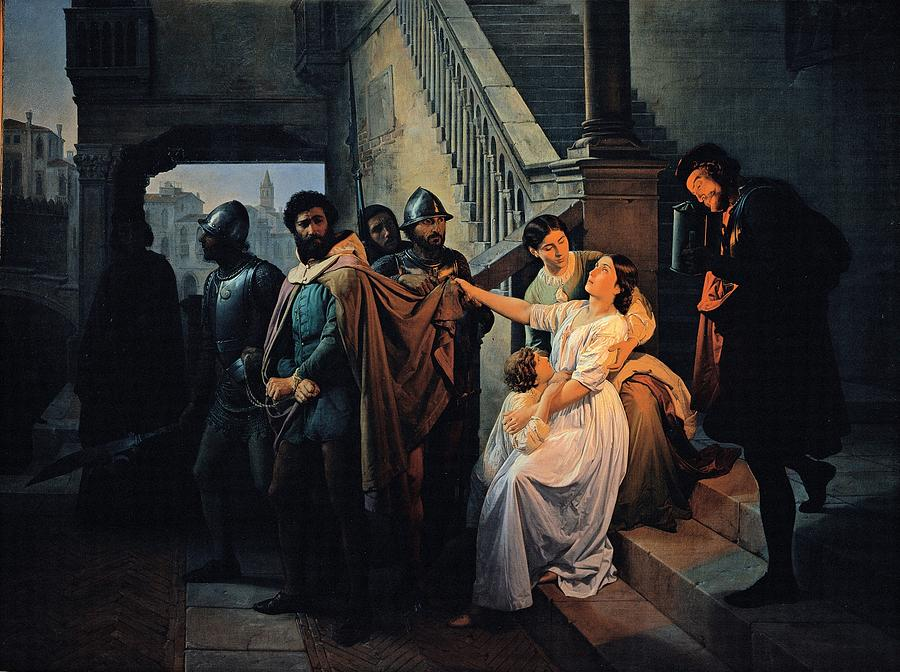
L'Arrestation de Filippo Calendario.

De 1843 à 1844, il accompagne le duc Saverio di Blancas lors d'un voyage à travers la Syrie et la Grèce. Pendant ce temps, il dessiné des sujets arabes et peint Le Départ de Tobias avec Rachel de la maison de Laban pour son patron, le comte Papadopoli et Sarah donne Agar comme femme à Abraham. Il voyage ensuite à Florence, Rome, Paris et Munich. De 1848-1849, il a participé aux soulèvements patriotiques.
En 1850, il expose trois tableaux : Cimabue révèle à Giotto le génie de la peinture (perdu), une Sainte Famille copiée du tableau de Raphaël La Vierge à la chaise, et une Vierge à l'Enfant et Sainte Ursule pour l'église de Sant'Orsola de Conegliano, maintenant conservé au Duomo. Il peint une Immaculée Conception pour Malo près de Vicence ; un Martyre de sainte Philomène pour Vidor ; un San Rocco pour une église de Palmanova et Jésus remet la clé à saint Pierre pour Fontanelle.
En 1851, il devient professeur à l'Académie des beaux-arts de Venise et travaille aux côtés de Pietro Selvatico pour réformer l'institution. Parmi ses élèves se trouvent Giacomo Favretto, Luigi Nono, Luigi Pastega (en), Egisto Lancerotto (it), Tranquillo Cremona, Napoleone Nani (en), Silvio Rotta (en) et Ettore Tito. Il a été fait chevalier de l'Ordre de la Couronne d'Italie.
En 1853, il expose une peinture sur le thème de Pia de 'Tolomei, commandée par l'architecte comte Giacomo Franco, depuis au Museo Civico di Castelvecchio. Il a également peint une Arrestation de Filippo Calendario (1854) commandée par la princesse Giovanelli.